# Военно-морские силы Великобритании
Военно-морские силы Великобритании, официально Военно-морская служба Его Величества (англ. His Majesty's Naval Service) — один из видов вооружённых сил Великобритании, отвечающий за ведение боевых действий на море и несение службы по обеспечению морской безопасности Великобритании. ВМС Великобритании состоят из военно-морского флота, морской пехоты, вспомогательного флота, резерва ВМФ, резерва морской пехоты и Администрации ВМС. Военно-морские силы Великобритании являются частью Британских морских служб (англ. UK Naval Services), куда также входит и Торговый флот Великобритании. Командование военно-морскими службами осуществляет Первый морской лорд как председатель Военно-морского комитета; действующим командующим ВМС Великобритании является адмирал сэр Бен Ки с ноября 2021 года. Совет обороны делегирует руководство Военно-морских сил в Адмиралтейский комитет Великобритании, главой которого является министр обороны Великобритании.
Большую часть ВМС Великобритании составляет военно-морской флот, в распоряжении которого есть три базы: Портсмут, Клайд и Девонпорт (крупнейшая военно-морская база в Западной Европе). По состоянию на 2016 год в рядах ВМС Великобритании числилось 184 различных кораблей и судов, в том числе 75 кораблей ВМФ, 33 десантных корабля морской пехоты, 63 вспомогательных судна морской пехоты и 12 вспомогательных судов ВМФ. В марте 2019 года личный состав насчитывал 40 600 человек (для сравнения: в 1990 году на флоте служили около 69 500 человек). Суммарное водоизмещение всех кораблей и судов ВМС Великобритании составляет около 778 тысяч метрических тонн.

## Структура по уставу

### Текущая
Структуру ВМС Великобритании определяет Королевский воинский устав. В состав этого вида вооружённых сил входят:
- Королевский военно-морской флот Великобритании, куда также входит Резерв королевского военно-морского флота Великобритании[англ.]
- Королевская морская пехота Великобритании, куда также входит Резерв королевской морской пехоты Великобритании[англ.]
- Мобилизационная служба военно-морских сил Великобритании[англ.], поддержку которой оказывают предприятие Serco Marine Services[англ.] и Королевский вспомогательный флот Великобритании, предоставляющие вспомогательные суда. Вспомогательный флот находится в ведомстве Министерства обороны Великобритании.

### Упразднённые подразделения
Ранее в состав ВМС входили ряд ныне упразднённых органов:
- Женская вспомогательная служба ВМС (упразднена в 1993 году)
- Военно-морская служба противоминного наблюдения Великобритании[англ.] (преобразована в Королевскую военно-морскую вспомогательную службу[англ.] в 1962 году, расформированную в 1994 году)
- Служба медицинских сестёр военно-морских сил Великобритании имени королевы Александры[англ.] (упразднена в 2000 году)

В резерв входили:
- Королевский военно-морской добровольческий резерв Великобритании[англ.], объединён с Королевским военно-морским резервом в 1958 году
  - Королевский военно-морской добровольческий резерв снабжения (англ. Royal Naval Volunteer (Supplementary) Reserve)
  - Королевский военно-морской добровольческий резерв связи (англ. Royal Naval Volunteer (Wireless) Reserve)
  - Королевский военно-морской добровольческий резерв почты (англ. Royal Naval Volunteer (Postal) Reserve)
- Королевский военно-морской резерв скорой помощи (англ. Royal Naval Emergency Reserve), расформирован в 1959 году
- Королевский военно-морской особый резерв (англ. Royal Naval Special Reserve), расформирован в 1960 году
- Женский военно-морской добровольческий резерв (англ. Women's Royal Naval Volunteer Reserve), переименован в 1958 году в Женский военно-морской резерв (англ. Women's Royal Naval Reserve), объединён с Королевским военно-морским резервом в 1993 году
  - Женский военно-морской вспомогательный резерв (англ. Women's Royal Naval Supplementary Reserve)
- Резерв Службы медицинских сестёр военно-морских сил Великобритании имени королевы Александры (англ. Queen Alexandra's Royal Naval Nursing Service Reserve), объединён с Королевским военно-морским резервом в 2000 году

Ранее в состав военно-морских сил входили также:
- Королевская приморская вспомогательная служба Великобритании[англ.]
- Резервный флот[англ.]
- Королевский корпус кораблестроителей[англ.]

## Части ВМС Великобритании

### Военно-морской флот
Королевский военно-морской флот Великобритании считается старейшим видом вооружённых сил Великобритании и представляет собой технологически продуманный и высокоразвитый род войск, являющийся ядром Военно-морской службы. Командование силами флота осуществляет Командующий флота. Флот обладает оружием массового поражения, которое на своём борту несут четыре ПЛАРБ типа «Вэнгард». Помимо этого, в состав флота входят эсминцы, фрегаты, десантные корабли, патрульные корабли, тральщики и прочие суда, составляющие так называемый Надводный флот. Подводный флот насчитывает около 100 лет существования, в её составе до начала 1990-х годов были дизель-электрические и атомные подлодки. После рассмотрения документа «Варианты изменений» (англ. Options for Change) были сняты с вооружения последние дизель-электрические подлодки типа «Апхолдер», и на вооружении Подводной службы остались только АПЛ. В составе флота также числятся Воздушные силы флота — британская палубная авиация.

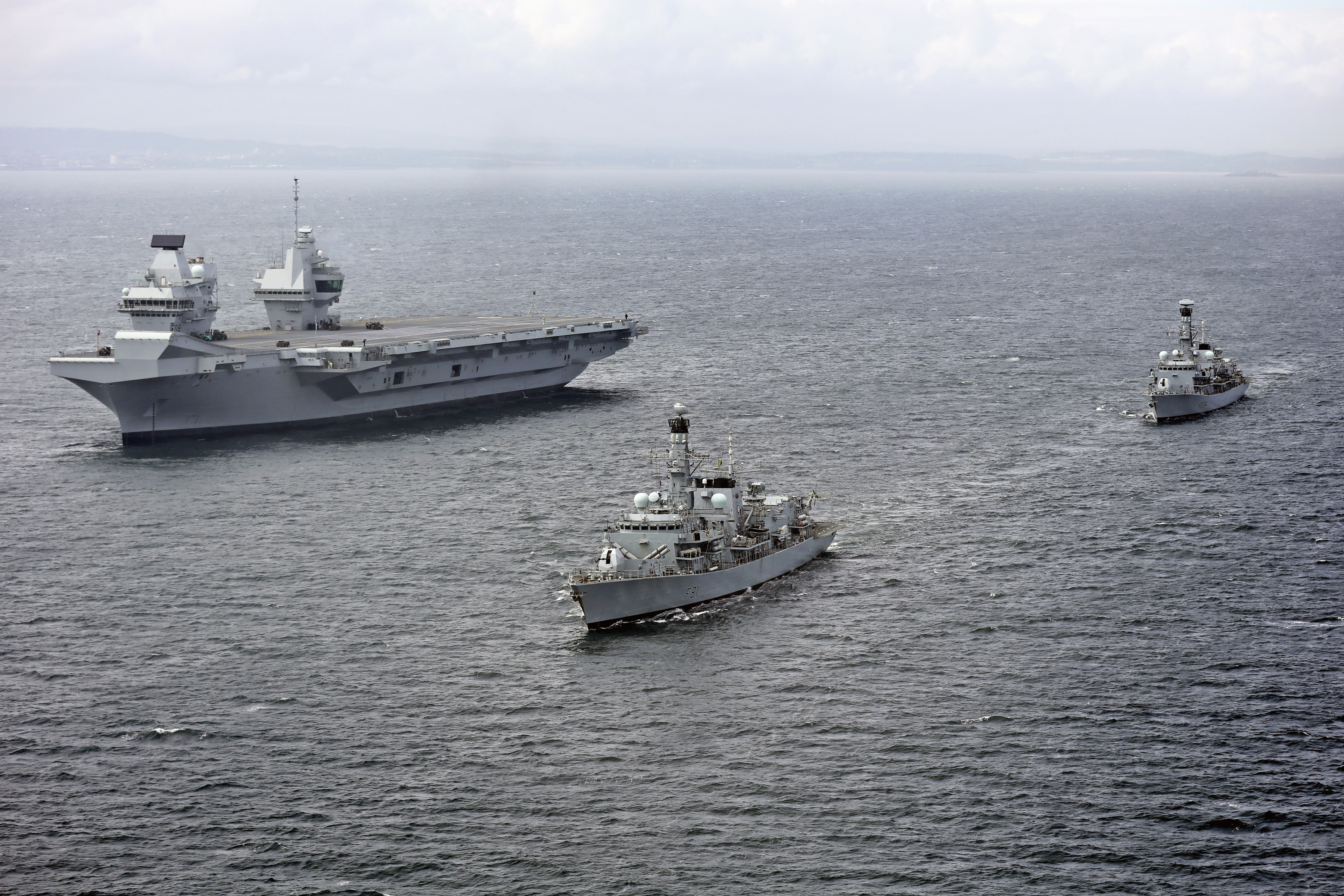
Авианосец HMS Queen Elizabeth на учениях в июне 2017 года
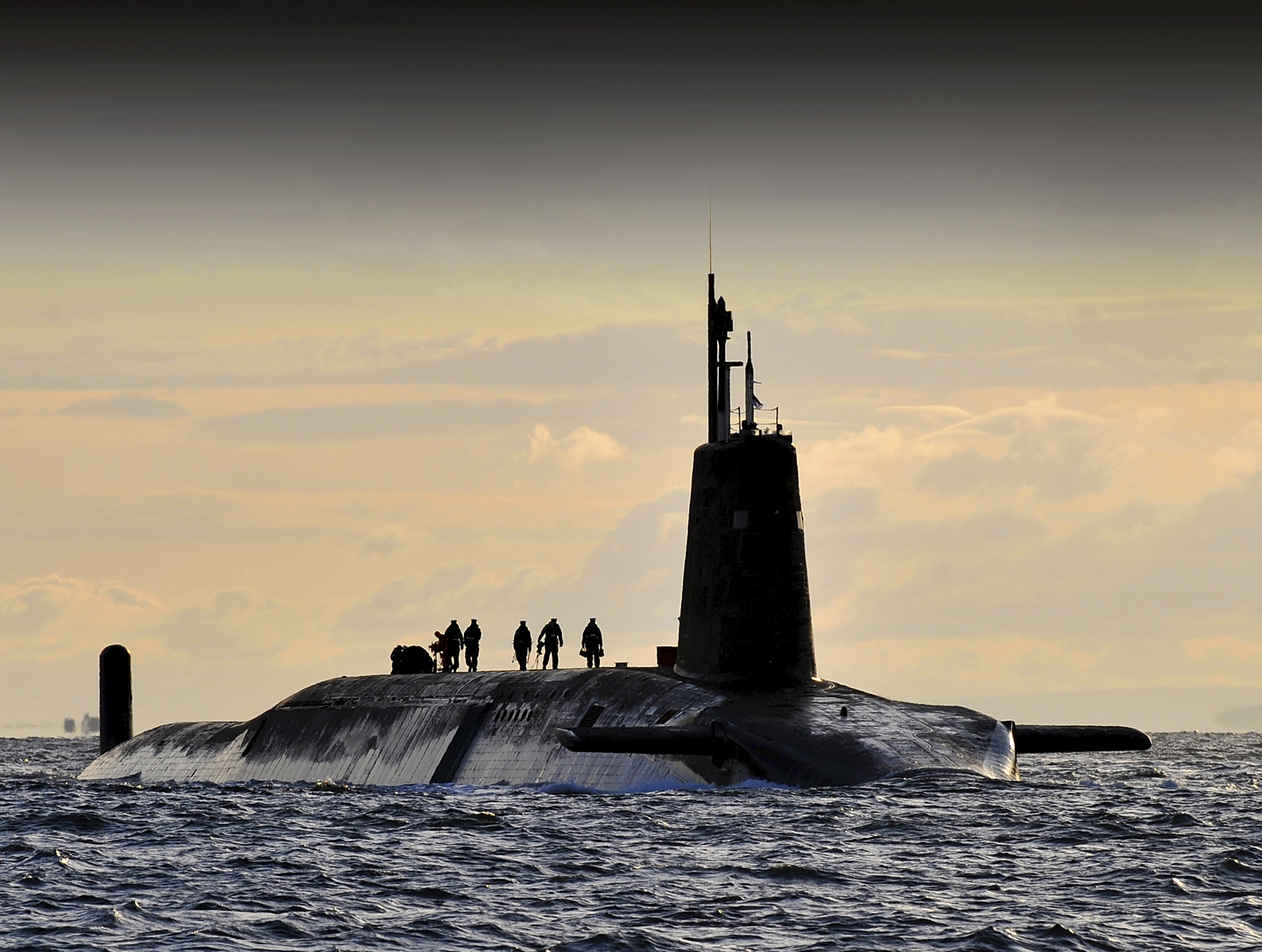
АПЛ HMS Vanguard с баллистическими ракетами на борту
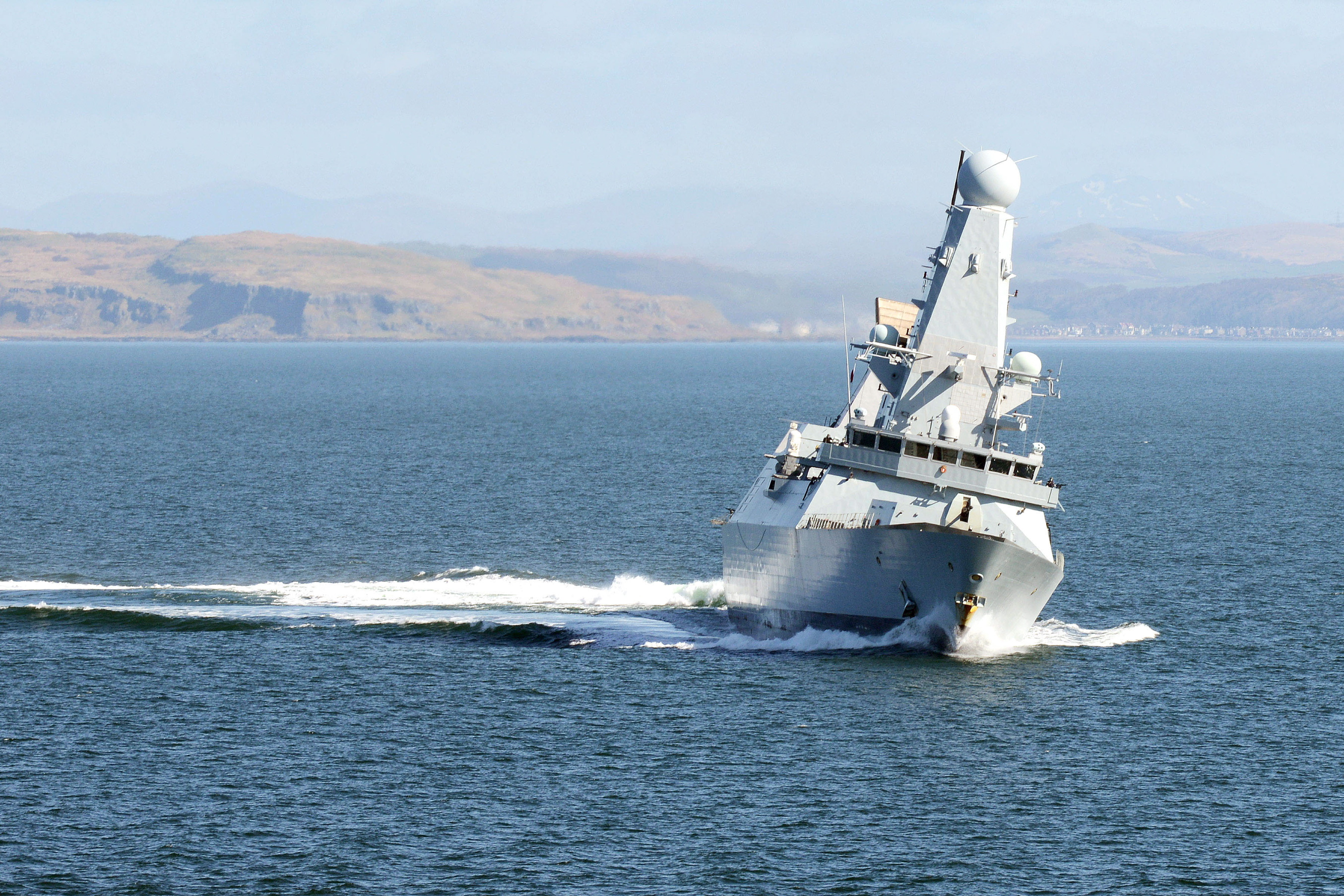
Эсминец с управляемым ракетным оружием HMS Diamond

### Королевская морская пехота
Пехотная часть военно-морских сил Великобритании — Корпус королевских морских пехотинцев. Он состоит из одной манёвренной 3-й бригады специального назначения и ряда отдельных воинских формирований. Морские пехотинцы участвуют в ведении боевых действий на море, в полярных и горных условиях. В распоряжении Королевской морской пехоты есть и другие армейские части: 1-й батальон полка стрелков (казармы Бичли, Чепстоу), 29-го артиллерийского полка Королевской артиллерии (Плимут) и 24-го инженерно-сапёрного батальона Корпуса королевских инженеров. Также из Королевской морской пехоты, Военно-морского флота и Британской армии набирается личный состав Полка тылового обеспечения специального назначения (Commando Logistic Regiment).

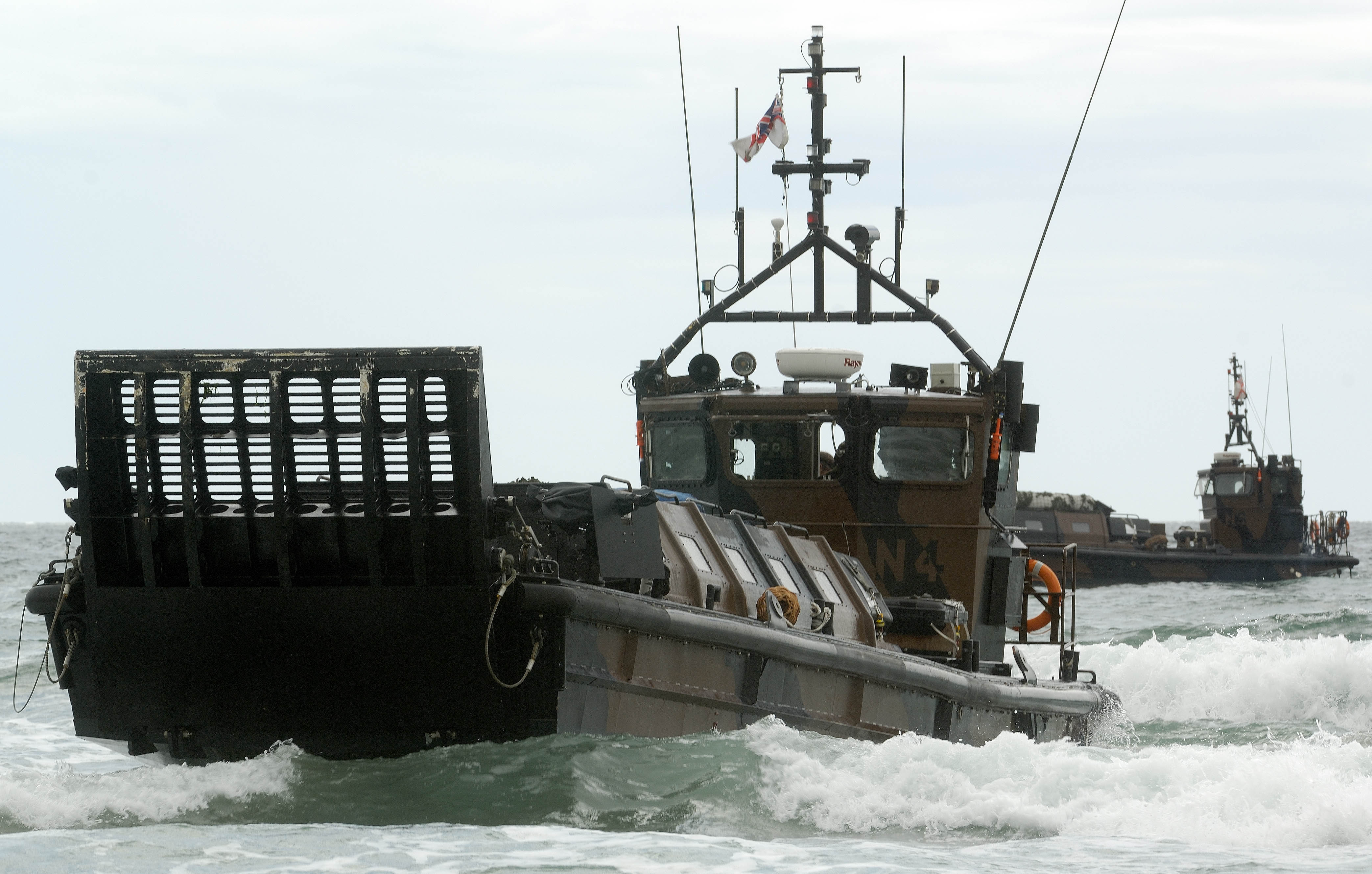
Десантный корабль Mk5 LCVP
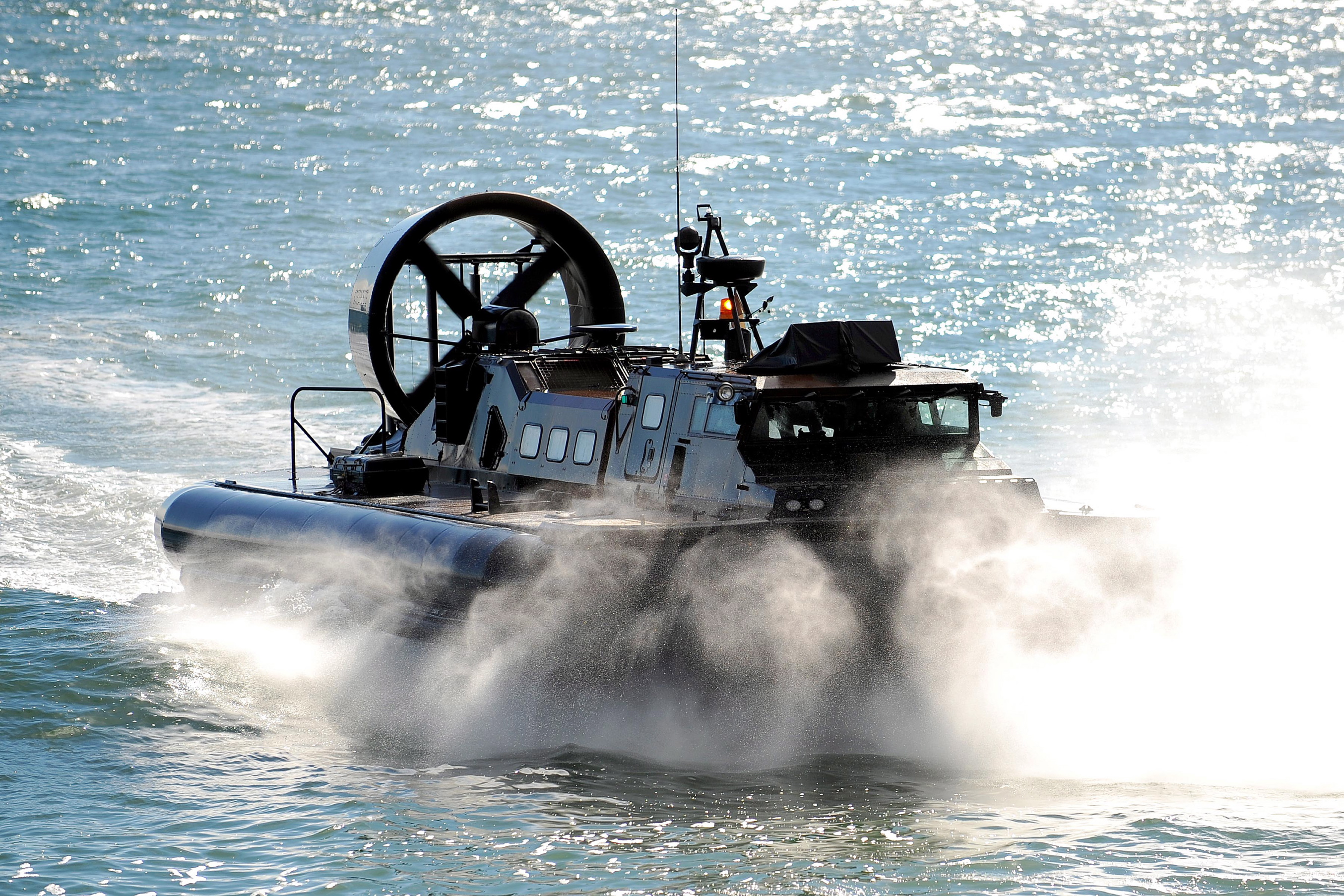
Малый десантный корабль 2000TDX LCAC
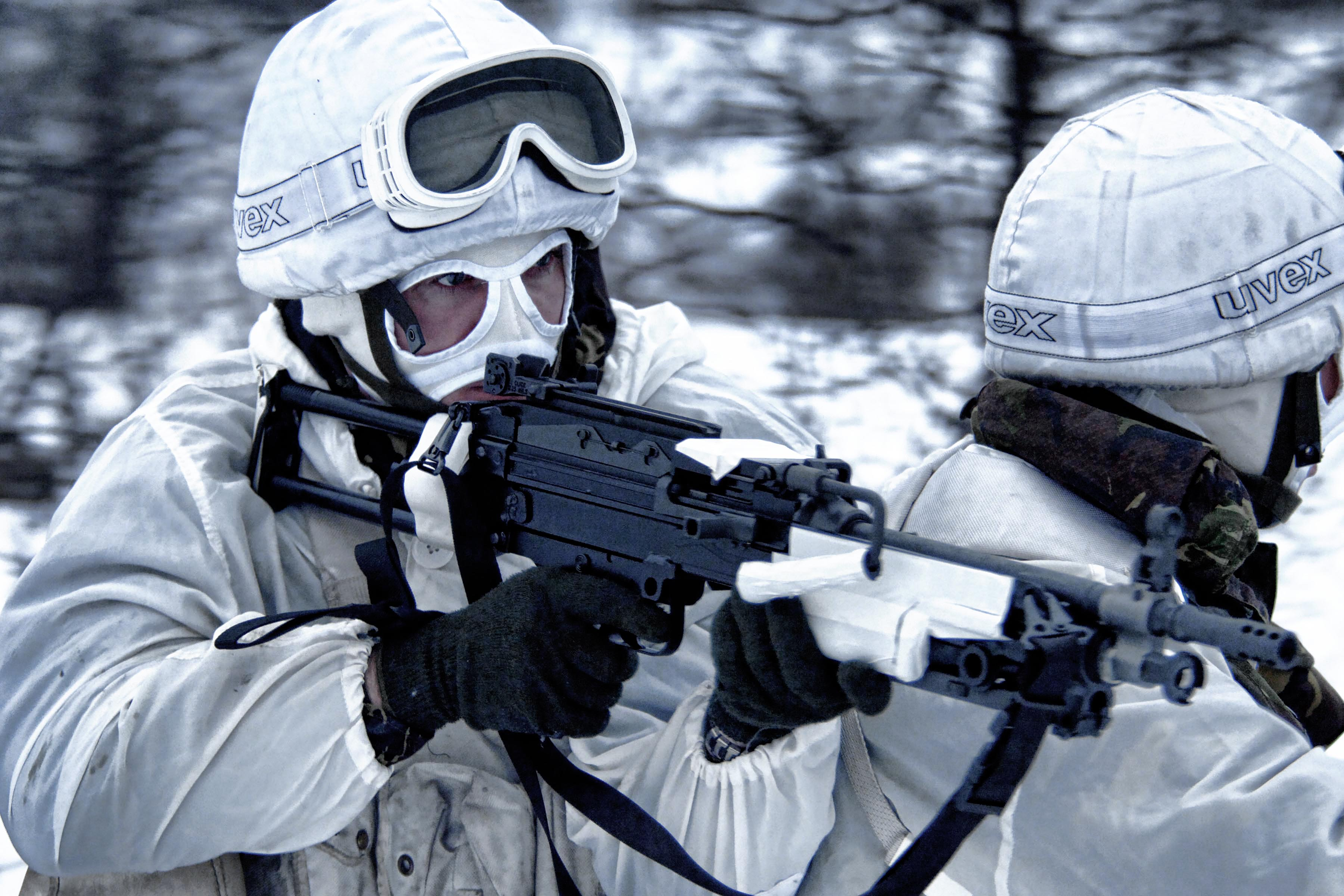
Ежегодные учения морской пехоты в полярных условиях Cold Weather Training

### Мобилизационная служба
Мобилизационная служба военно-морских сил Великобритании отвечает за призыв в ВМС, во главе которой стоят бывшие военнослужащие флота и морской пехоты, занимающие административные должности. Самое маленькое по размеру подразделение ВМС, личный состав не превышает 200 человек.

## Поддержка ВМС

### Королевский вспомогательный флот
Королевский вспомогательный флот Великобритании подчиняется Министерству обороны Великобритании и помогает кораблям ВМФ выполнять операции. Основная роль — поставка топлива и припасов по морю, перевозка личного состава армии и морской пехоты, а также помощь в учениях. Личный состав представляют собой гражданские сотрудники Министерства обороны флота, имеющие звания Британского торгового флота и носящие его униформу. Они подчиняются военно-морскому уставу в случае, если судно участвует в операциях, чьи условия приближены к боевым или являются боевыми. Командирами кораблей являются гражданские лица, которым помогают военнослужащие регулярных частей и резерва ВМФ Великобритании (например, в управлении вертолётами или в обеспечении медицинской помощи). Финансирование Королевского вспомогательного флота осуществляет Министерство обороны. Во главе вспомогательного флота стоит коммодор, который лично отчитывается Командующему ВМФ. Вспомогательный флот также отвечает за работоспособность десантных кораблей типа «Бэй», этим заняты 1850 человек.

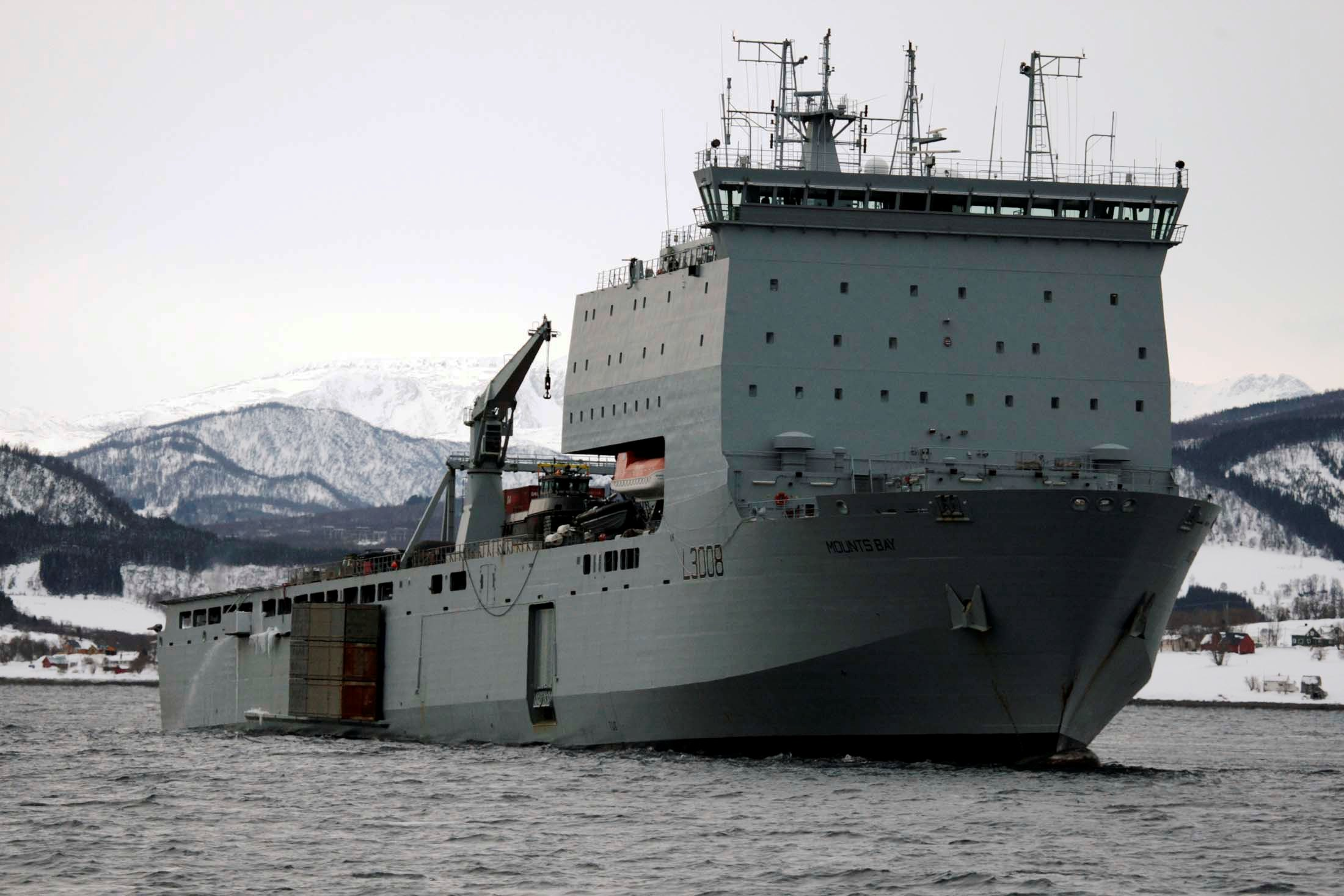
Десантный корабль RFA Mounts Bay
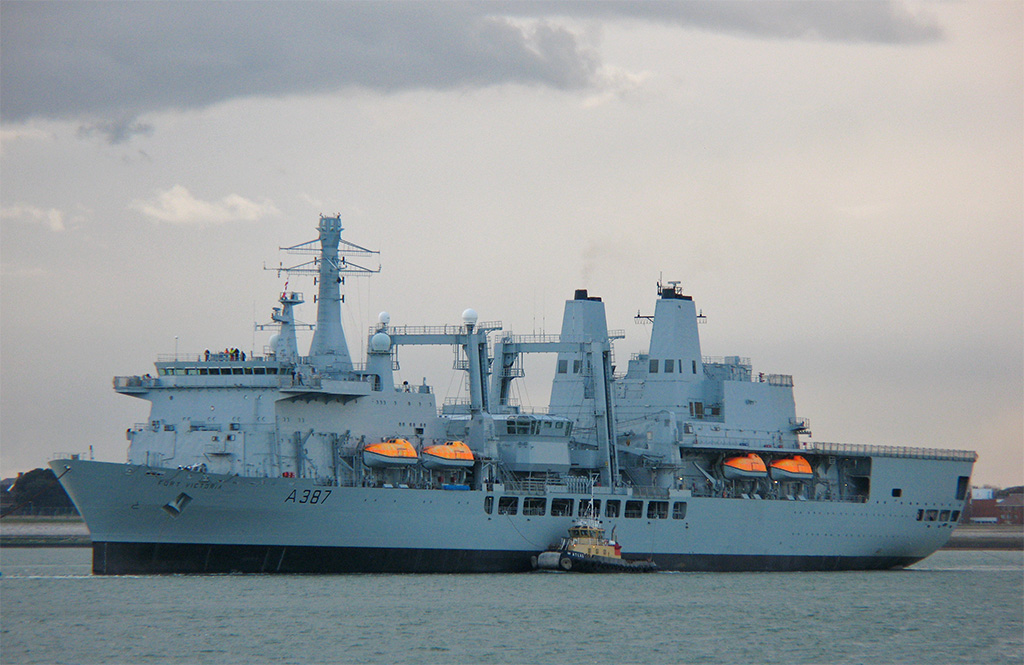
Танкер и заправщик RFA Fort Victoria
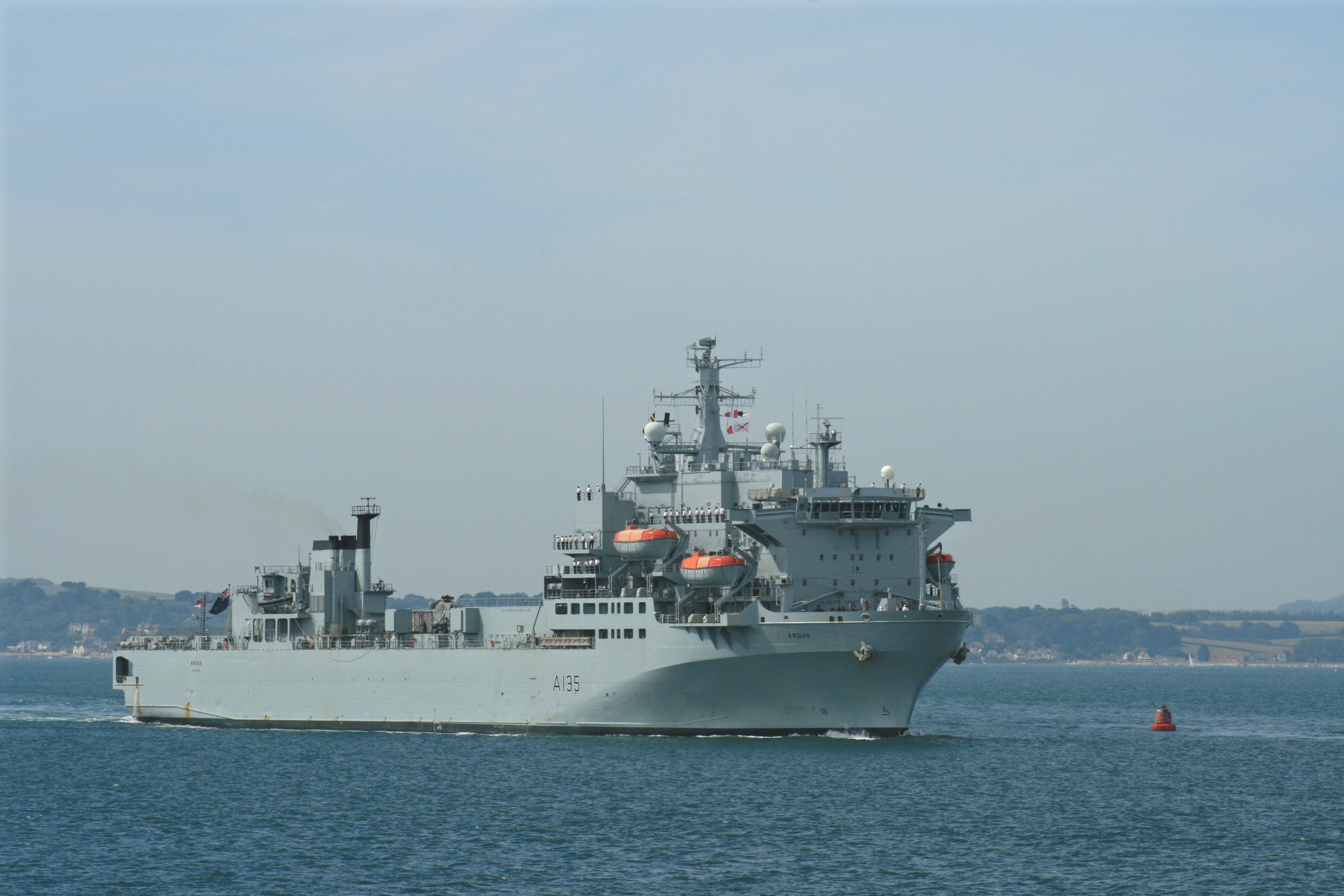
Плавучий госпиталь и судно для обучения лётчиков RFA Argus

### Marine Services
Serco Marine Services — предприятие, которое позволяет кораблям основного и вспомогательного флотов Великобритании заходить и выходить в порты для обслуживания и подготовки к учениям в мире. Компания занимается обслуживанием ряда кораблей — буксиров, лоцманских кораблей, грузовых судов для перевозки сухого и жидкого груза, а также транспортных пассажирских судов. В 2008 году предприятие под именем Serco Denholm занялось этими обязанностями после расформирования Королевской приморской вспомогательной службы, позже было преобразовано в Serco Marine Services.

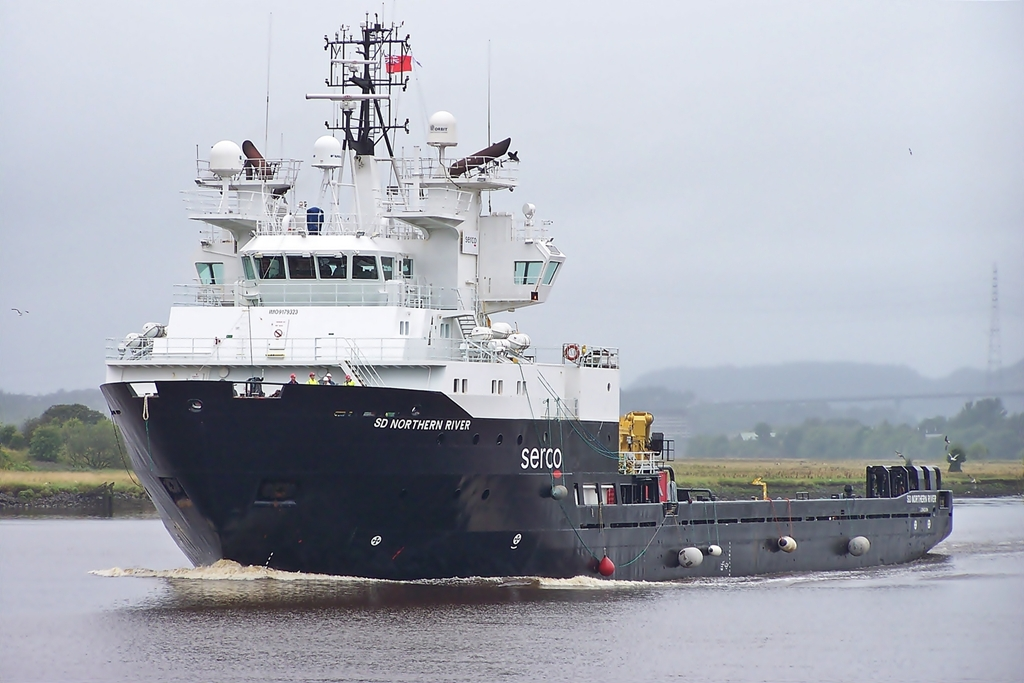
SD Northern River[англ.], многофункциональный корабль
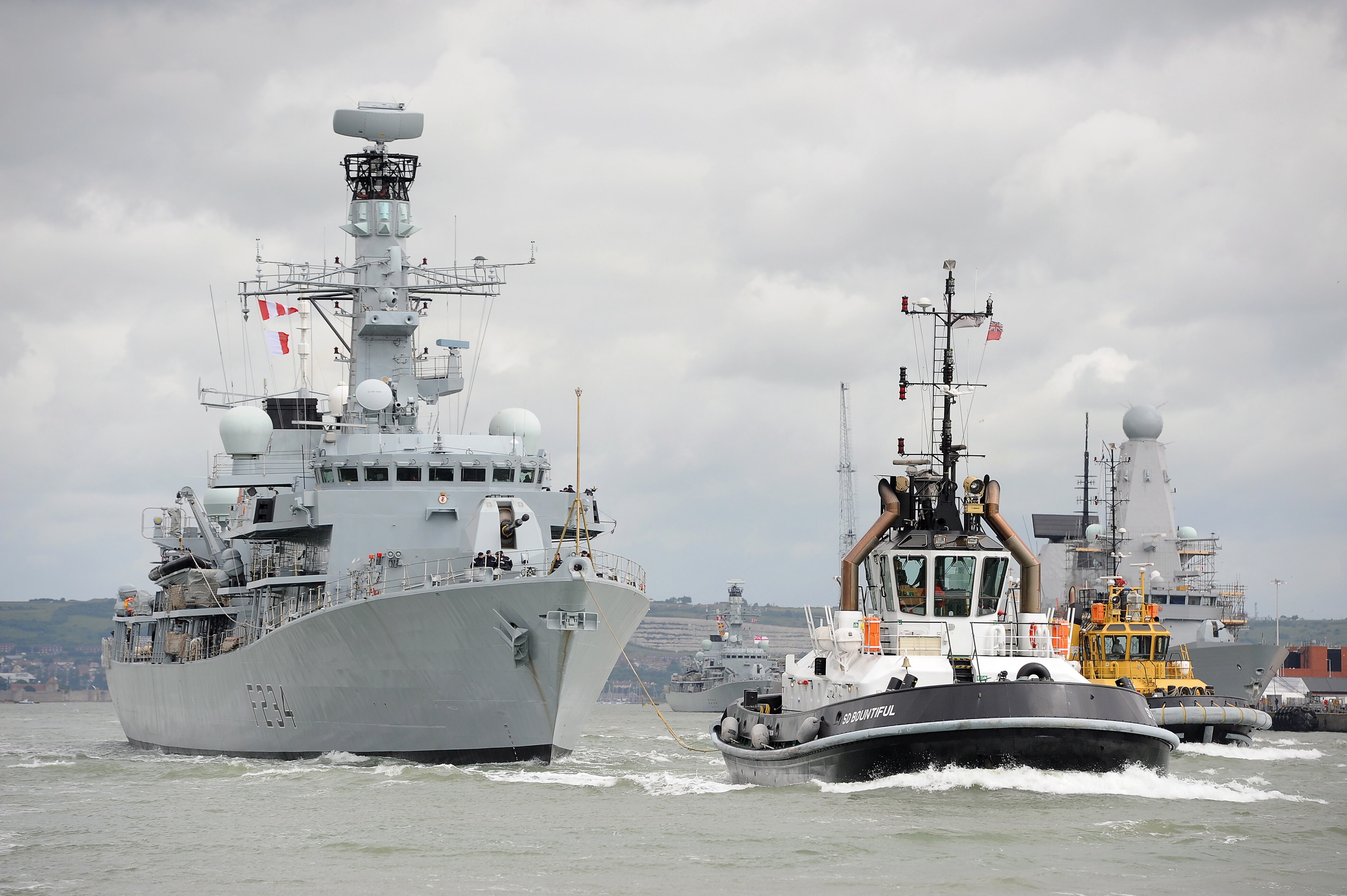
SD Bountiful[англ.], буксир типа ATD 2909
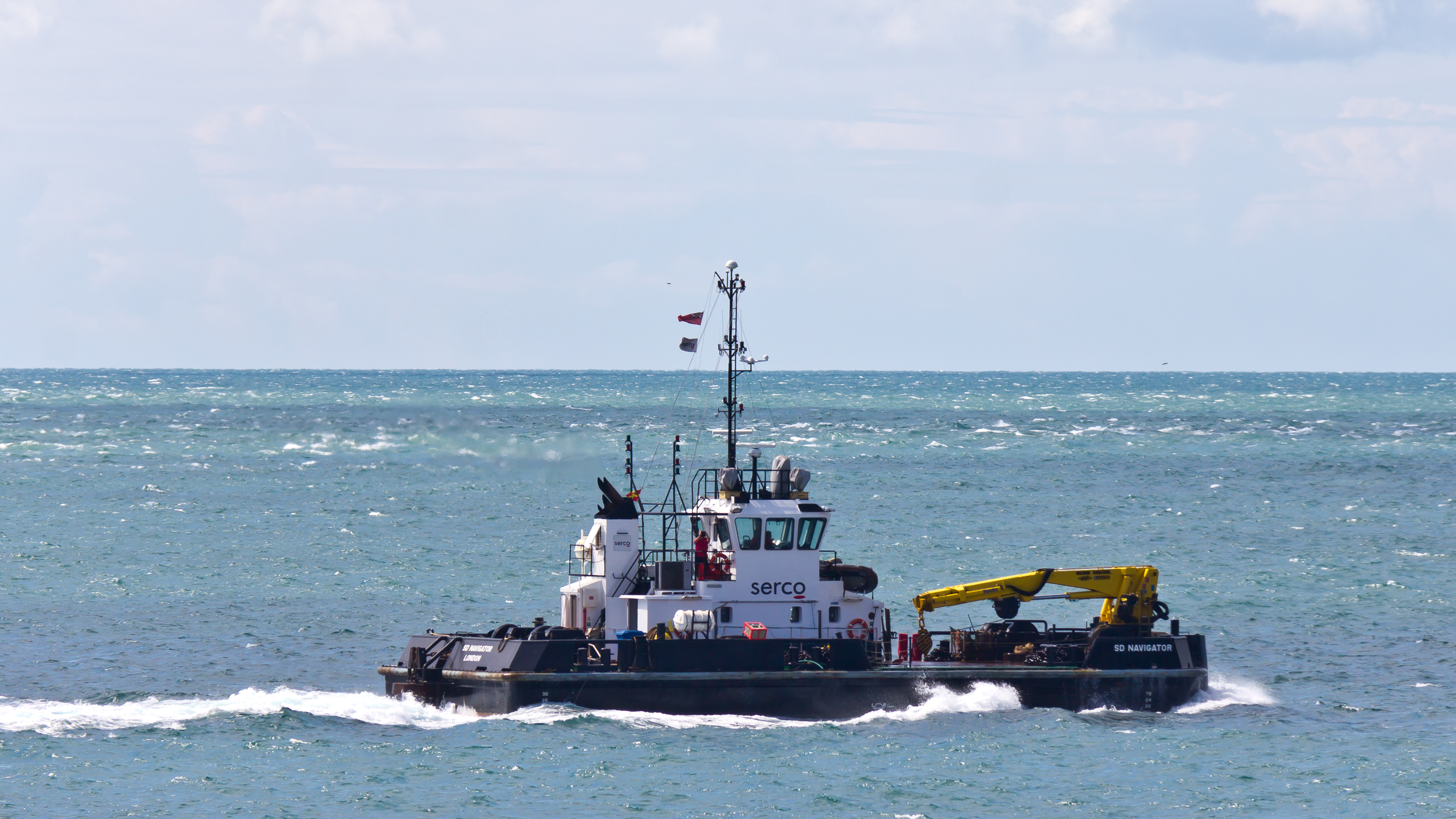
SD Navigator, ремонтное судно типа 2510